# Pleurothallis barthelemyi
Pleurothallis barthelemyi är en orkidéart som beskrevs av Carlyle August Luer. Pleurothallis barthelemyi ingår i släktet Pleurothallis och familjen orkidéer.
Artens utbredningsområde är Franska Guyana. Inga underarter finns listade i Catalogue of Life.